# Führermuseum
Il Führermuseum (it. "Museo del Führer"), noto anche come Galleria d'arte di Linz, era un museo d'arte all'interno di un complesso culturale progettato da Adolf Hitler per la città di Linz, a lui cara perché luogo della sua gioventù, parte del più organico progetto di ristrutturazione della città quale Führerstadt (it. "Città del Führer") poi non realizzatosi. Il museo avrebbe dovuto contenere una selezione delle opere acquistate, confiscate o rubate dai nazisti di tutta Europa durante la seconda guerra mondiale e sarebbe divenuto uno dei più grandi musei europei.
La data prevista per il completamento del "Progetto Linz" era il 1950 ma né il Führermuseum né il centro culturale furono mai costruiti. L'unica parte dell'elaborato piano realizzata fu il cosiddetto "Ponte dei Nibelunghi" sul Danubio.

## Storia e descrizione della struttura

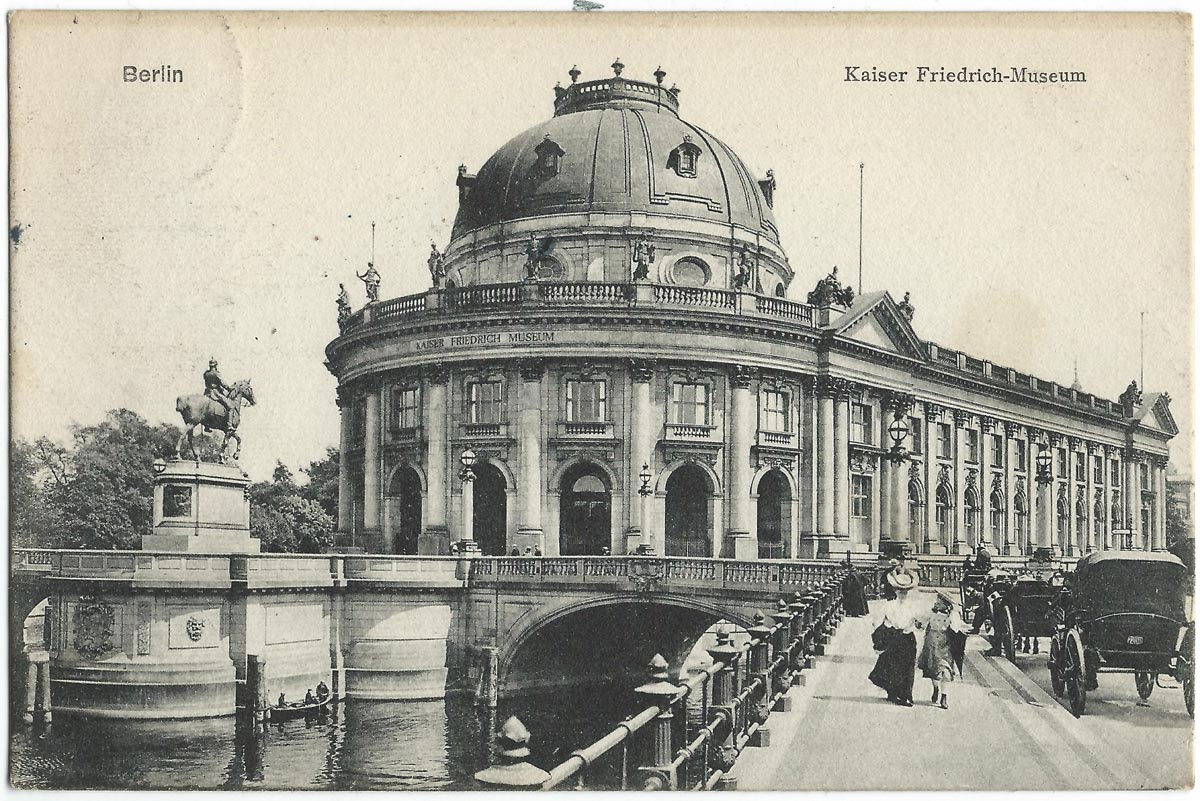
Il Kaiser-Friedrich-Museum (ora Museo Bode) nel 1909 - il design dell'edificio potrebbe aver influenzato il progetto originale di Hitler per una "Galleria nazionale tedesca".

Già nel 1925, Hitler aveva concepito una "Galleria nazionale tedesca" da costruire a Berlino con se stesso come direttore. Il suo piano, elaborato in un quaderno di schizzi, potrebbe essere stato influenzato dal Kaiser-Friedrich-Museum e consisteva in un edificio a due sezioni, una con 28 stanze e l'altra con 32. Hitler indicò già la rassegna dei suoi artisti tedeschi preferiti del XIX secolo: Hans Makart, Franz Defregger, Eduard Grützner, Franz von Stuck, Franz von Lenbach, Anselm Feuerbach, Heinrich Zügel e Carl Spitzweg (aveva inoltre esaltato l'"Arte ariana" di Moritz von Schwind e Arnold Böcklin nel Mein Kampf). La progettazione arrivava già al dettaglio di quante sale dedicare ad ogni artista: 5 per l'opera di Adolph von Menzel; 3 sia a Schwind sia a Böcklin; Carl Rottmann, Edouard von Engerth e Anton von Werner dovevano condividere una stanza singola, così come Makart e Karl von Piloty, Wilhelm Trübner e Fritz von Uhde, Grützner e Defregger e gli artisti del movimento nazareno. Altri pittori che avrebbero goduto della propria stanza nei piani originali di Hitler erano Peter von Cornelius, Hans von Marées, Bonaventura Genelli, Anselm Feuerbach e Wilhelm Leibl . Queste scelte riflettevano il gusto di Hitler a quel tempo, una preferenza cioè per i pittori sentimentali romantici germanici ottocenteschi, tra cui "quadri di genere... eroico, idilliaco, allegorico [e] temi storico-patriottici, l'equivalente visivo di Wagner".
Fu dopo l'Anschluss e la realizzazione della Haus der Kunst a Monaco di Baviera che Hitler decise di costruire il museo che aveva sognato nella città austriaca di Linz, a lui molto cara per sede del suo idillio giovanile, e non in una grande città tedesca (ove il museo avrebbe probabilmente dovuto contendere il primato ad altri istituti). Il Führer espose i suoi piani al direttore del museo provinciale di Linz, Theodor Kerschner, durante una sua visita in città.
Inoltre, dopo un viaggio di stato a Roma, Firenze e Napoli nel 1938 - tra l’Anschluss e la presa dei Sudeti dalla Cecoslovacchia - Hitler, "sopraffatto e sfidato dalla ricchezza dei musei italiani" ampliò il suo originario progetto, risolvendo di fare del "suo" museo il più grandioso d'Europa e financo del mondo intero, raccogliendo la miglior selezione di opere d'arte europee. Pensò che il meglio dell'arte germanica avrebbe avuto un posto d'onore nella Galleria Nazionale di Berlino, mentre il nuovo museo di Linz avrebbe caratterizzato il meglio dell'arte del mondo mediterraneo, in particolare del XIX secolo.

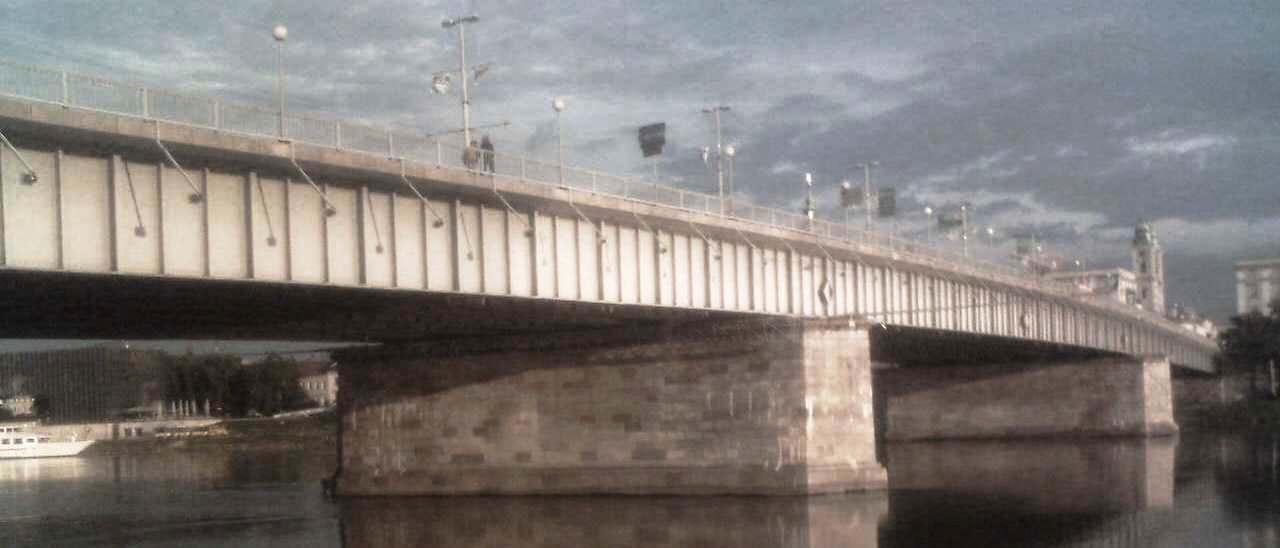
Il "Ponte dei Nibelunghi" di Linz, l'unica parte del distretto culturale pianificato da Hitler mai costruito.

L'idea e il concetto generale di progettazione di un nuovo distretto culturale di Linz di cui il Führermuseum di Hitler sarebbe stato il cuore evolvette di conseguenza nella mente del Führer. Il suo intendimento divenne trasformare Linz in una delle capitali culturali del Reich, con una propria università, nonché il principale centro culturale d'Austria a discapito di Vienna, città in cui Hitler aveva trascorso anni infelici come artista fallito e verso la quale provava per questo un'avversione feroce, sia per la "influenza ebraica sulla città" sia causa la sua mancata ammissione all'Accademia di Belle Arti di Vienna.
Secondo uno dei suoi segretari, Hitler non si stancava mai di parlare del suo museo che era spesso l'argomento dei suoi tè pomeridiani. Spiegava come appendere i dipinti (con molto spazio tra loro, in stanze decorate con mobili e arredi adeguati al periodo) e illuminarli al meglio. Nessun dettaglio della presentazione delle opere era troppo piccolo per la sua considerazione. Disse del museo nel 1942 "Chiunque voglia studiare la pittura del XIX secolo, prima o poi troverà necessario andare alla galleria di Linz, perché solo lì sarà possibile trovare collezioni complete".

### Descrizione
Nell'autunno del 1940, Hitler commissionò all'architetto Hermann Giesler, un devoto nazista, il progetto di ricostruire Linz, una delle cinque designate Führerstädte (it. "città di Führer"), insieme a Berlino, Amburgo, Norimberga e Monaco. Linz doveva diventare un importante centro culturale, una capitale dell'arte europea, un centro commerciale e la città più bella del Danubio, superando Budapest. Si prevedette un nuovo municipio, una nuova sede del partito nazista, una nuova stazione ferroviaria, uno stadio, una sala della comunità, un'università tecnica, un istituto di metallurgia, un planetario, un ponte sospeso e due nuove torri, una delle quali con un carillon e un mausoleo per i genitori di Hitler. La città sarebbe anche divenuta la residenza senile di Hitler, con la sua ultima dimora progettata sempre da Giesler. Oltre a tutto ciò, le strutture viennesi dell'impianto siderurgico Hermann-Göring-Werks dovevano essere trasferite a Linz, nonostante le obiezioni dei funzionari cittadini, degli architetti e di Fritz Todt, che ritenevano incompatibili le strutture industriali con una città d'arte, architettura e cultura. Hitler, tuttavia, voleva fornire a Linz una fonte di reddito nel momento cui lui non fosse più stato vivo per sovvenzionarla.
Il Centro Culturale di Linz, cuore della riqualificazione urbanistica, basato su idee e progetti di Hitler, venne definito "Centro europeo della cultura". Comprendeva un teatro monumentale, una sala da concerto, una biblioteca con oltre 250.000 volumi, un teatro dell'opera e un teatro dell'operetta, un cinema, una collezione di armature e un Hotel "Adolf Hitler", il tutto circondato da enormi viali e un campo da parata. Situati a sud della sezione storica di Linz, gli edifici principali, incluso il Führermuseum, dovevano essere allineati lungo il viale In den Lauben, definito dopo la guerra "la tipica strada assiale nazionalsocialista", dipartente dalla nuova stazione ferroviaria. 

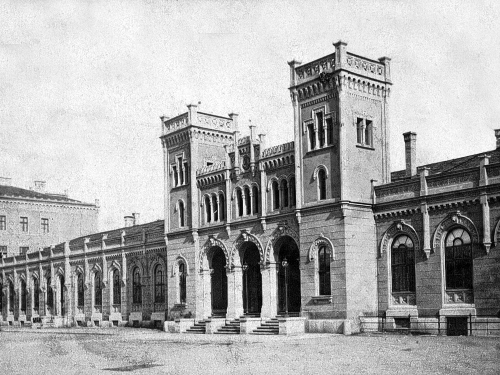
Il vecchio complesso della stazione ferroviaria di Linz, ove doveva essere situato il Führermuseum - la nuova stazione sarebbe stata costruita quattro miglia più a sud.

La progettazione di numerosi edifici del centro culturale fu affidata agli architetti preferiti di Hitler. Il museo fu progettato da Roderich Fick su schizzi e specifiche di Hitler, riprendendo il modello della Haus der Kunst di Paul Ludwig Troost a Monaco di Baviera (altro edificio molto influenzato nella progettazione da Hitler) con una facciata colonnata lunga circa 150 metri. Si trovava sul sito della stazione ferroviaria di Linz che doveva essere spostata di quattro chilometri a sud. Se il volume di arte tedesca acquistato, confiscato e saccheggiato per il museo fosse tale da rendere necessaria l'espansione della struttura, un ulteriore edificio avrebbe potuto essere facilmente integrato nel distretto.
Nel gennaio del 1945, Hitler era ossessionato dal vedere un modello del "suo" complesso culturale: i suoi aiutanti e Martin Bormann, il suo segretario personale e capo della cancelleria del partito nazista, chiamavano ripetutamente l'ufficio di Giesler per chiedere quando il Führer avrebbe potuto vedere il modello. L'ufficio di Giesler lavorò notte e giorno per finirlo. Il modello fu finalmente installato nella cantina della Nuova Cancelleria del Reich il 9 febbraio quando fu esaminato da Hitler, Robert Ley, il capo del Fronte del lavoro tedesco e lo SS-Obergruppenfūhrer Ernst Kaltenbrunner, capo della polizia di sicurezza, insieme al fotografo personale di Hitler, Walter Frentz, e al suo cameriere, Heinz Lange. Apparentemente, Hitler fu incantato da quella vista:
Hitler visitava spesso il modello durante il soggiorno nel bunker sotto la Cancelleria del Reich, trascorrendo molte ore in silenzio seduto davanti a esso. Più la Germania si avvicinava alla sconfitta militare, più vedere il modello divenne l'unico sollievo di Hitler; essere stato invitato a vederlo con lui era un'indicazione della stima di Führer.
Verso la fine della guerra, quando le forze americane presero il controllo della biblioteca privata di Hitler, nascosta nel profondo dell'Austria, trovarono "decine" di piani e rendering del museo e del complesso. Trovarono anche un volume di 78 pagine titolato "Il futuro status economico della città di Linz", preparato per il Führer dalla sezione di economia e ricerca del dipartimento degli interni di Oberdonau, che dettagliava come sarebbe avvenuta la rivitalizzazione di Linz. L'intero "Progetto Linz" fu trattato come un segreto di Stato per ordine di Hitler.

## Collezione
La collezione per il museo di Linz fu ammassata con diversi metodi. Hitler inviò Heinrich Heim, uno degli aiutanti di Bormann con esperienza in dipinti e grafica, in Italia e Francia per acquistare opere d'arte che Hitler pagò di tasca propria, grazie alle vendite di Mein Kampf, a speculazioni immobiliari intorno al Berghof (il rifugio alpino di Hitler sull'Obersalzberg) e diritti d'autore dell'immagine di Hitler usati sui francobolli (solo questi ultimi, divisi da Hitler con il suo fotografo ufficiale Heinrich Hoffmann, ammontavano a $ 75 milioni nel corso del regno di Hitler).
Questo, tuttavia, non fu il metodo principale utilizzato per creare la raccolta.

### Compleanno di Hitler
Nella Germania nazista, il compleanno di Hitler (20 aprile) fu celebrato a livello nazionale dal 1933, anno in cui Hitler divenne Cancelliere, al 1944. Per il suo cinquantesimo compleanno nel 1939, il giorno fu dichiarato festa nazionale. Come parte di queste celebrazioni, Hitler avrebbe ricevuto numerosi regali, tra cui dipinti e altri oggetti d'arte, messi da parte per il previsto Führermuseum di Linz.
Il 56º compleanno di Hitler nel 1945 fu una celebrazione privata tenutasi nel bunker sotto la Cancelleria del Reich a Berlino mentre l'Armata Rossa calava sulla città. Anche in quelle circostanze, Hitler passava spesso ore nel seminterrato della Cancelleria a guardare il modello in scala del "Progetto Linz", soffermandosi sul Führermuseum. Nove giorni dopo il suo compleanno, Hitler sposò Eva Braun e i due si suicidarono insieme il giorno seguente.

### Riserva delFührer
Nelle prime settimane dopo l'Anschluss (marzo 1938), la Gestapo e il Partito nazista confiscarono numerose opere d'arte. In risposta, il 18 giugno 1938, Hitler decretò che tutte le opere d'arte confiscate in Austria erano "prerogativa personale del Führer":
L'intento era garantire ad Hitler la prima scelta sull'arte saccheggiata, per il Führermuseum e per altri musei del Reich. In seguito, divenne una procedura standard per tutta l'arte sottratta o confiscata, con il nome di "Riserva di Führer ".

### Sonderauftrag Linz
Il 21 giugno 1939, Hitler istituì a Dresda il Sonderauftrag Linz (it. "Commissione speciale Linz") e ne nominò inviato speciale Hans Posse, già direttore della Gemäldegalerie Alte Meister ("Galleria di pittura di Dresda"). Pochi giorni dopo (26 giugno), Hitler firmò una lettera che garantì a Posse l'autorità di cui avrebbe avuto bisogno per tale mandato:

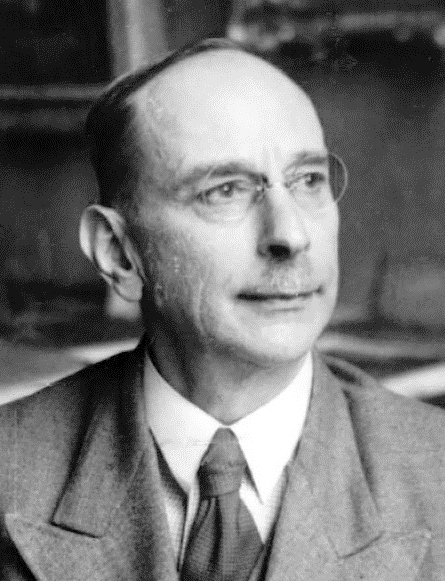
Hans Posse nel 1938

Il rapporto di Posse con i nazionalsocialisti era geopardizzato. Sua moglie si era unita al partito nel 1932 ma quando lo stesso Posse tentò di aderirvi, nel 1933, la sua domanda fu respinta all'anno dopo. In seguito fu accusato di aver promosso la cosiddetta "arte degenerata" e di avere origini ebraiche. Nel 1938 gli fu chiesto di dimettersi dalla direzione del museo di Dresda - posizione che ricopriva dal 1910 - ma si rifiutò, prendendo invece un congedo per aspettativa. Fu comunque licenziato, solo per essere riportato alla posizione per ordine di Hitler, probabilmente per intercessione del commerciante d'arte Karl Haberstock.
Sebbene Hitler prediligesse dipinti tedeschi e austriaci del XIX secolo, l'attenzione di Posse era rivolta ai primi dipinti tedeschi, olandesi, francesi e italiani. Posse scrisse nel suo diario che Hitler desiderava per il museo  "solo il meglio di tutti i periodi dagli inizi dell'arte preistorica [...] al diciannovesimo secolo e ai tempi recenti". Hitler raccomandò a Posse di rispondere solo a lui del suo operato.
Il Sonderauftrag non collezionava solo arte per il Führermuseum ma anche per altri musei del Reich, in particolare nei territori orientali. Le opere d'arte sarebbero state distribuite a questi musei dopo la guerra. Il Sonderauftrag aveva sede a Dresda e contava circa 20 specialisti: "curatori di dipinti, stampe, monete e armature, un bibliotecario, un architetto, un amministratore, fotografi e restauratori". Lo staff comprendeva Robert Oertel e Gottfried Reimer della Galleria di Dresda, Friedrich Wolffhardt, un ufficiale delle SS, come curatore di libri e autografi; Leopold Rupprecht del Kunsthistorisches Museum come curatore di armature, e Fritz Dworschak, anch'egli di quel museo, come curatore di monete.

#### Direzione di Hans Posse
Il 24 luglio 1939, Martin Bormann, assistente del vice Führer Rudolf Hess, informò Josef Bürckel, a capo dell'amministrazione austriaca dopo l'Anschluss, che tutte le opere d'arte confiscate dovevano essere rese disponibili per l'esame da parte di Posse o dello stesso Hitler. Sebbene l'ordine non includesse originariamente le opere d'arte prese in precedenza dai Rothschild a Vienna, entro ottobre Posse era riuscito a includere anche quelle nel suo mandato.
Tra l'estate e l'autunno di quell'anno, Posse visitò diverse volte il deposito centrale per l'arte confiscata nel Neue Burg, a Vienna, per raccogliere opere d'arte per il museo di Linz, e in ottobre diede a Bormann, per l'approvazione di Hitler, l'elenco delle opere d'arte confiscate ai Rothschild selezionato per il Führermuseum. Queste includevano, tra gli altri, opere di Hans Holbein il Vecchio, van Dyck, Rembrandt, Frans Hals, Tintoretto, Gerard ter Borch e Francesco Guardi, per un totale di 182 pezzi poi inclusi nella lista di 324 dipinti che Posse scelse nel luglio 1940 per la collezione del museo.
Il 13 giugno 1940, Hitler autorizzò Posee a recarsi nei Paesi Bassi, dove dovette competere con l'organizzazione ERR di Alfred Rosenberg, Kajetan Mühlmann, il curatore d'arte di Hermann Göring, Walter Andres Hofer e lo stesso Göring nella rivendicazione di opere dei Maestri Olandesi, molti dei quali erano stati rubati, espropriati o confiscati da varie agenzie naziste per una serie di motivi.
Posse andò in Polonia nel novembre 1940 per esaminarvi opere d'arte espropriate, alcune delle quali erano saccheggiate dall'esercito tedesco da musei, palazzi e case di campagna. Tutte le opere d'arte del paese nelle aree occupate dalla Germania furono poi catalogate dall'ufficiale SS e storico dell'arte Kajetan Mühlmann che aveva già fatto lo stesso in precedenza a Vienna. Posse selezionò le opere di Leonardo, Raffaello e Rembrandt per il museo di Linz, anche se questi pezzi non lasciarono mai il controllo del Governatorato Generale.
Il 10 giugno 1940, Posse aveva scritto a Bormann:
Furono pertanto aperti conti di circa 500.000 Reichsmarks a Parigi e Roma per uso personale di Posse e, intorno al luglio 1940, il direttore poté estendere il campo di applicazione del Sonderauftrag Linz in Belgio e nei Paesi Bassi, stabilendo un ufficio a L'Aia come Referent für Sonderfragen (Consigliere su "Domande speciali"). Posse rendicontò a Bormann che dal marzo 1941 aveva speso 8.522.348 Reichsmarks  per opere d'arte per il Führermuseum. In seguito, acquistò la maggior parte della Collezione Mannheimer nel 1944, incluso il medico ebreo di Rembrandt - assistito dalla minaccia di confisca dal governo nazista di Arthur Seyss-Inquart - mentre il resto della collezione fu acquistato nello stesso modo in Francia in seguito. La raccolta del Sonderauftrag Linz comprende molti di questi casi di vendita forzata, pagata con fondi dalle vendite del Mein Kampf e dei francobolli di Hitler. I membri del Sonderauftrag Linz effettuarono un numero considerevole di trasferte in tutta Europa, acquistando un numero significativo di opere d'arte e organizzando acquisti tramite rivenditori d'arte.
Hitler apprezzò il lavoro di Posse e nel 1940 gli conferì il titolo onorifico di "Professore", cosa che il Führer fece per molti dei suoi favoriti nelle arti, come Leni Riefenstahl, attrice e regista, gli architetti Albert Speer e Hermann Giesler, gli scultori Arno Breker e Josef Thorak, Wilhelm Furtwängler, direttore della Filarmonica di Berlino, l'attore Emil Jannings e il fotografo Heinrich Hoffmann, ecc.
Nell'ottobre 1939, Hitler e Benito Mussolini concordarono che qualsiasi opera d'arte germanica nei musei pubblici alto-adesini (area tedescofona consegnata all'Italia dopo la prima guerra mondiale per il supporto dato alla Triplice Intesa) fosse restituita alla Germania ma quando Posse tentò di farlo, con l'assistenza della Ahnenerbe di Heinrich Himmler, gli Italiani riuscirono a ritardarne le operazioni il tempo sufficiente per impedire che ciò fosse fatto.
Posse morì nel dicembre 1942 di cancro. Il suo funerale fu un evento di alto livello a cui Hitler invitò i direttori di tutti i musei d'arte del Reich. Il ministro della Propaganda Joseph Goebbels pronunciò l'elogio. Non vi si fece però menzione del "Progetto Linz", poiché era un segreto di stato.
Posse aveva raccolto più di 2500 opere per il Führermuseum nei suoi tre anni di direzione del Sonderauftrag Linz.

#### Direzione di Hermann Voss
Nel marzo 1943, Hermann Voss, storico dell'arte, direttore della Galleria Wiesbaden ed ex vicedirettore del Kaiser Friedrich Museum di Berlino assunse la direzione del Sonderauftrag Linz. La nomina fu considerata strana da alcuni, poiché era un noto anti nazista con un considerevole numero di amici e colleghi ebrei, ma Hitler era noto per trascurare i fattori politici quando si occupava di questioni artistiche e la conoscenza di Voss delle opere d'arte della Germania meridionale, così come la pittura francese e italiana, giocarono a suo favore. Voss non era così attivo o energico come lo era Posse ed era incline a mandare propri agenti o richiedere consegne a domicilio dai commercianti piuttosto che viaggiare di persona per fare acquisti.
La relazione di Hitler con Voss non fu calda come quella con Posse. I due s'incontrarono poche volte e Voss non ricevette mandato per libri, armature e monete come valse per Posse. Si dice che Voss abbia osservato, dopo un incontro con il Führer: "È anche peggio di quanto pensassi". Voss tentò di allacciare legami solidi con Hitler tramite un elaborato regalo di compleanno nel 1944, accompagnato da un elenco delle sue acquisizioni in cui affermava di aver acquistato 881 articoli, contro i 122 dipinti che Posse aveva raccolto l'anno prima. Voss spese denaro in modo più proficuo di Posse e il suo budget fu ridotto verso la fine della guerra. Sotto interrogatorio, nel dopoguerra, sostenne di aver acquistato 3000 dipinti per il Führermuseum tra il 1943 e il 1944, anche se i registri non supportano tali numeri e molte delle opere d'arte avevano un'importanza distintamente secondaria.
Nell'aprile 1943, il pubblico tedesco venne a conoscenza del "Progetto Linz" per la prima volta in un'edizione speciale della rivista d'arte di Heinrich Hoffmann Kunst dem Volk ("Arte al popolo"), che rivelò sia l'intenzione di costruire una grande galleria d'arte a Linz sia l'esistenza della collezione che era stata accumulata per essa (tacendo ovviamente i metodi usati per acquisirla) con tavole a colori delle opere di Rembrandt, Leonardo da Vinci, Bruegel, Vermeer, ecc. Fino a quel momento, solo due delle opere raccolte per il museo di Linz erano state viste dal pubblico (senza rivelare dove sarebbero state esposte): il Discobolo di Mirone che Hitler ottenne di nascosto nel 1938 attraverso il Museo di Stato di Berlino ed espose alla Glyptothek di Monaco (dove disse con orgoglio ai suoi ospiti invitati alla presentazione "Possiate tutti rendervi conto di quanto allora fosse già glorioso l'uomo nel suo fisico bellezza") e il trittico di Makart La peste a Firenze che Hitler ricevette in dono da Mussolini durante la sua visita a Firenze (dopo che il duce l'aveva strappato ai legittimi proprietari).

#### Risultati
Entro il dicembre 1944, Posse e Voss avevano speso collettivamente 70 milioni di Reichsmarks (equivalenti a 239 milioni di euro nel 2009) per accumulare la collezione destinata al Führermuseum e a fronte del tasso di cambio forzoso con i franchi per le opere d'arte acquistate a Vichy in Francia. Nel 1945, il numero di oggetti d'arte nella collezione era di oltre 8.000. 

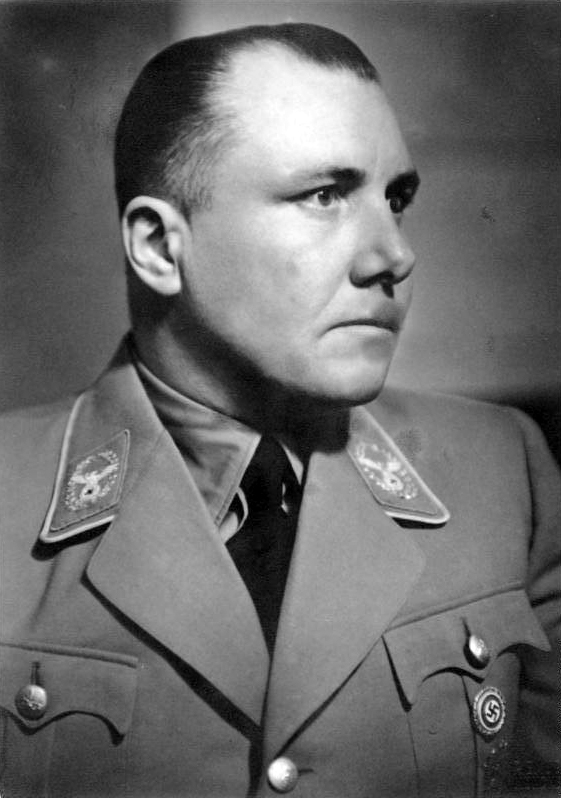
Martin Bormann nel 1939

#### Gerarchia nazista e interessi cortigiani
L'autorità legale del Sonderauftrag Linz promanava da Hitler stesso che, grazie al c.d. "Decreto dei pieni poteri", emanava leggi senza coinvolgere il Reichstag e poteva trasformare in legge i suoi capricci, quale fu, appunto, il progetto di riqualifica di Linz.
Martin Bormann, capo della cancelleria del partito nazista e segretario privato di Hitler, seppe legarsi a doppio filo al "Progetto Linz", facendone il trampolino di lancio del suo successo: Bormann era l'unico canale tramite il quale accedere a Hitler nonché Capo di Stato Maggiore per il Sonderauftrag Linz.
Sotto Bormann operavano il Reichsminister Hans Lammers,  presidente della Cancelleria del Reich, ed Helmut von Hummel (poi sostituito da Kurt Hanssen), assistente particolare di Bormann e "un nazista particolarmente malvagio", per l'elaborazione delle direttive che definirono prassi e procedure del processo di raccolta, sia di confisca sia d'acquisto. Il finanziamento e l'amministrazione del "Progetto Linz" erano la loro responsabilità.
Altri funzionari nazisti coinvolti nella confisca delle opere d'arte ma non specificamente nel Sonderauftrag Linz erano il ministro della Scienza, dell'istruzione e della cultura del Reich, Bernhard Rust, il governatore generale per la Polonia, Hans Frank e il Reichsführer-SS Heinrich Himmler.

#### Album fotografici
Birgit Schwarz pubblicò nel 2004 i 19 album di fotografie delle opere raccolte per il Führermuseum. Questi "album del Führer", creati tra l'autunno 1940 e l'autunno 1944, furono presentati a Hitler ogni Natale e per il suo compleanno. In origine esistevano 31 volumi ma solo diciannove sono stati conservati in Germania e 11 sono considerati perduti. Sono le più importanti fonti storiche e visive relative alla galleria del Führermuseum. In particolare, la collezione comprendeva tre Rembrandts, La Danse di Watteau, il ritratto Memling di Corsini, il Ratto di Ganimede di Rubens e l'Allegoria della Pittura di Vermeer (una vendita forzata a prezzo abbattuto).

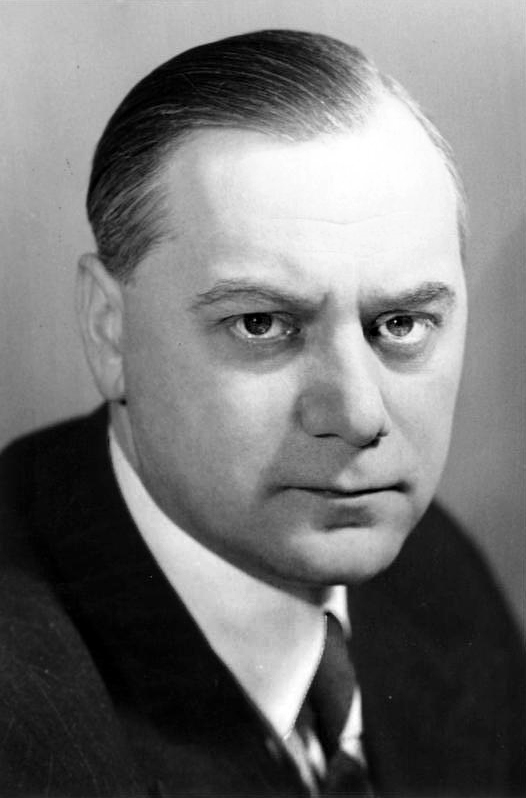
Alfred Rosenberg

### Einsatzstab Reichsleiter Rosenberg(ERR)
Nell'anarchia autoritaria e nel "caos amministrativo" tipici del III Reich, Sonderauftrag Linz non era l'unica agenzia nazista che collezionava opere d'arte. In Francia, come in molti altri paesi in Europa, l'ufficio di Einsatzstab Reichsleiter Rosenberg (it. "Capo del Reich per scopi speciali Rosenberg") era l'agenzia principale. Il 5 novembre 1940, una direttiva del Reichsmarshall Hermann Göring ad Alfred Rosenberg, capo dell'ERR e al capo dell'amministrazione militare di Parigi, delineò le diverse categorie di arte "senza proprietario" confiscate agli ebrei per "salvaguardia". Una delle categorie era "oggetti d'arte per la cui destinazione il Führer si è riservato la prelazione", mentre altre categorie erano le opere desiderate dallo stesso Göring e quelle destinate a musei tedeschi diversi dal Führermuseum. Sebbene la direttiva fosse destinata a essere immediatamente efficace, Göring indica che doveva ancora chiarirla con Hitler.
Hitler emise quindi il 18 novembre una direttiva (Führerbefehl) simile a quella emessa per Polonia ed Austria, annunciando la sua prelazione su tutta l'arte confiscata nei territori occidentali occupati. Rosenberg divenne così un agente di approvvigionamento formale per il Führermuseum, tranne quando operava per conto di Göring, in palese contrasto con la direzione Posse al quale i comandanti tedeschi dei paesi occupati dovevano inviare regolari rapporti sulle loro confische di opere d'arte. Probabilmente a causa di quest'interferenza di Göring, Posse chiese formalmente che la Cancelleria del Reich ribadisse il suo potere di agire per il Führer. Il risultato fu una "direttiva generale di alto livello" che confermava il primato di Hitler attraverso Posse e una direttiva a Posse per rivedere l'inventario ERR in merito alle esigenze del museo pianificato a Linz.
Il 20 marzo 1941, Rosenberg riferì che la sua unità aveva "raccolto" oltre 4000 articoli, compresi i pezzi scelti personalmente da Göring e già inviati in treno ai rifugi antiaerei del Führerbau di Monaco di Baviera. Il 16 aprile 1943, Rosenberg inviò a Hitler fotografie di alcuni dei più preziosi dipinti confiscati dai territori occupati occidentali, da aggiungere alle 53 fotografie che aveva inviato in precedenza. Rosenberg chiese il permesso di vedere Hitler personalmente, per presentargli un catalogo di opere sequestrate, oltre a 20 ulteriori cartelle di fotografie.
Secondo una stima conservativa, circa 21.903 pezzi furono confiscati in Francia. Di questi, circa 700 furono presi da Göring e solo 53 furono destinati al Führermuseum. Rosenberg mantenne la restante parte sotto il suo controllo fino al 1945. Nel 2008, il Museo storico tedesco di Berlino ha pubblicato una banca-dati con dipinti raccolti per il Führermuseum e per altri musei del Reich tedesco.

#### Wolff-Metternich, Jaujard e Valland
L'occupazione tedesca di Parigi iniziò il 14 giugno 1940 e il 30 giugno Hitler ordinò che le opere d'arte nella collezione nazionale francese fossero "salvaguardate", in particolare l'arte e i documenti storici "senza proprietario" - il che significa opere che erano di proprietà di ebrei e potevano perciò esser loro confiscate -, e "protette". Tre giorni dopo, l'ambasciatore tedesco in Francia, Otto Abetz, ordinò pertanto la confisca delle collezioni dei 15 più importanti commercianti d'arte di Parigi, la maggior parte dei quali erano ebrei, il cui contenuto venne portato all'ambasciata tedesca. L'intervento diretto del conte Franz von Wolff-Metternich, capo del Kunstschutz (protezione dell'arte) della Wehrmacht - un'agenzia risalente alla prima guerra mondiale che aveva una missione superficialmente simile a quella del Monuments, Fine Arts, and Archives (MFAA) degli Alleati - impedì ad Abetz di effettuare ulteriori confische. La maggior parte delle opere d'arte nell'ambasciata fu quindi trasferita per essere conservata al Louvre, su suggerimento di Jacques Jaujard, direttore dei musei nazionali francesi.
Wolff-Metternich continuò a proteggere le opere d'arte, mantenendo fede alla missione dell'agenzia che comandava. In particolare, respinse la richiesta di Joseph Goebbels che quasi un migliaio di pezzi d'arte "germanica" custoditi nella collezione di pezzi confiscati fossero spediti immediatamente in Germania. Wolff-Metternich non era in disaccordo sul fatto che le opere d'arte appartenessero al Reich; non pensava che inviarle in quel momento fosse il modo corretto di agire e scansò la richiesta di Goebbels con manovre burocratiche e un'interpretazione rigorosa della direttiva di Hitler che specificava che le opere d'arte in Francia non dovevano essere spostate fino a quando non fosse stato firmato un trattato di pace tra Francia e Germania, cosa ancora non verificatasi.
La collezione di opere d'arte al Louvre era destinata a sopravvivere alla guerra e non fu soggetta alla predazione delle varie entità naziste che confiscavano e collezionavano opere d'arte per la spedizione in Germania, comprese quelle che lo facevano per il Führermuseum. Alla fine, Wolff-Metternich fu rimosso dal suo ufficio, in quanto non era abbastanza flessibile da fornire la patina della legalità che era richiesta dalle autorità naziste. Jaujard fu licenziato dopo la sua veemente protesta per il furto tedesco della pala d'altare di Gand nel 1942 ma quando il personale di ogni museo francese si dimise in segno di protesta per il suo licenziamento, i nazisti furono costretti a riportarlo nel suo ufficio, dove fu in grado continuare a salvaguardare la collezione nazionale francese e fornire assistenza alla Resistenza.
Jaujard, tuttavia, poté fare ben poco per proteggere le collezioni d'arte private di Francia (dei Rothschild francesi; del commerciante d'arte Paul Rosenberg; di Georges e Daniel Wildenstein; del banchiere Pierre David-Weill; dello storico e mercante d'arti Germain Seligman; di Alphonse Kann; ecc.) dalle predazioni del ERR che, con varie pretese burocratiche di "protezione", le convogliò al museo Jeu de Paume, dove furono catalogate e smistate per la collezione di Hitler (Posse prese 53 dipinti) e di Göring e per l'uso "accademico" di Alfred Rosenberg che cercavano di usarle per dimostrare l'inferiorità degli ebrei, nonché per altri scopi. Fortunatamente, Rose Valland, all'epoca un impiegato del museo non retribuito, in seguito addetto del museo e assistante, era un membro della resistenza francese ed era rimasto a lavorare al museo su ordine di Jaujard. Valland teneva un elenco di tutte le opere che arrivavano, i magazzini segreti in cui venivano immagazzinate quando lasciavano il museo e il numero dei vagoni del treno quando l'ultimo dei dipinti fu spedito in Germania poco prima della riconquista degli Alleati di Parigi. Usando le informazioni di Valland, la Resistenza riuscì a ritardare sufficientemente il treno in modo che non raggiungesse mai la Germania.

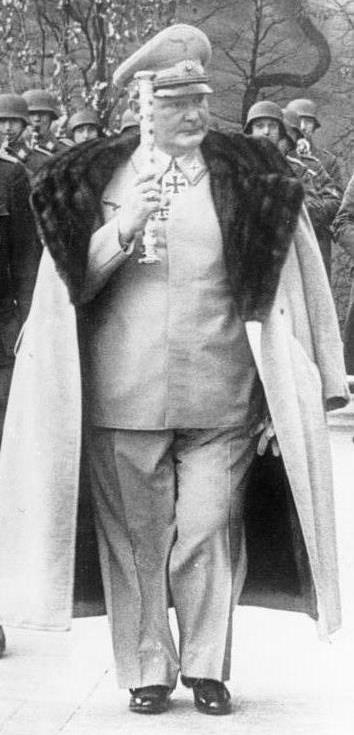
Hermann Göring nel 1942

#### Hermann Göring
Sebbene l'ERR in teoria facesse parte dell'impero nazista di Alfred Rosenberg, Rosenberg era un ideologo che non aveva interesse per l'arte e non apprezzava il valore per la Germania del saccheggio del patrimonio dei paesi occupati. Il Reichsmarschall Hermann Göring, successore designato di Hitler e capo della Luftwaffe, era d'altro canto un avido collezionista di opere d'arte confiscate, con un appetito inestinguibile per gioielli e raffinatezze. Di conseguenza, l'ERR in Francia divenne "l'organizzazione del saccheggio personale di Göring". Durante la guerra, Göring fece 20 visite al Jeu de Paume a Parigi per vedere i risultati delle confische del ERR. A volte Göring utilizzava anche Kajetan Mühlmann, storico dell'arte austriaco e ufficiale delle SS, come suo agente personale.
A volte, i desideri di Göring erano in conflitto con quelli degli agenti di Hitler o di Hitler stesso. Quando ciò accaddeva, Göring cedeva per evitare problemi con il Führer. Più volte, il Reichsmarschall regalò dei pezzi per la collezione del Führermuseum. Mandò 53 pezzi dalla collezione Rothschild francese confiscati a Parigi dal ERR a Monaco in attesa dello spostamento al museo di Linz, tra cui L'Astronomo di Vermeer (novembre 1940) che divenne il dipinto più amato di Hitler nella sua collezione. Nel 1945, Göring diede a Hitler 17 dipinti e 4 bronzi dal Museo di Napoli, confiscati dalla Hermann Göring Panzer Division mentre venivano spediti in salvo da Monte Cassino al Vaticano, e in seguito furono presentati al Reichsmarschall a Carinhall, la sua "casa di caccia/galleria d'arte/reggia".
Al suo apice, la collezione d'arte di Göring comprendeva 1.375 dipinti, 250 sculture e 168 arazzi. Il suo valore è stato stimato in diverse centinaia di milioni di marchi.
Quando l'esercito sovietico stava per attraversare il fiume Oder (Germania) nel febbraio del 1945, minacciando Carinhall, Göring iniziò a evacuare la sua collezione d'arte in treno, inviandola nelle sue altre residenze nel sud della Germania. Un secondo treno merci partì in marzo e un terzo in aprile. Il contenuto delle spedizioni fu scelto personalmente da Göring che all'inizio era incline a non prendere le opere d'arte che aveva acquisito attraverso le confische dell'ERR, nel caso in cui ci fossero problemi di provenienza in futuro, ma fu dissuaso da questo corso da Walter Andreas Hoffer, il responsabile della sua collezione. Anche dopo che il contenuto di tre treni era partito, Carinhall aveva ancora una notevole quantità di opere d'arte (fond. statue e mobilio). Göring fece distruggere Carinhall da una squadra di demolizione della Luftwaffe per non lasciare ai russi i tesori che non era riuscito ad evacuare.

### Rivenditori e agenti
Numerosi commercianti d'arte trassero grande profitto dalla campagna di Hitler per rifornire il suo museo, primo tra tutti Karl Haberstock che gestiva una vasta rete di agenti tedeschi a Parigi, nel sud della Francia, nei Paesi Bassi e in Svizzera oltre a 75 collaboratori francesi. Haberstock rifiutò una commissione sugli acquisti più importanti per il museo, preferendo la sua quota regolare, accumulando una fortuna. Grazie ai suoi rapporti con Hans Posse e Hitler, vendette oltre 100 dipinti destinati al Führermuseum. Quando Posse andò in Francia per ordine di Hitler, portò con sé Haberstock che, tramite i suoi 82 agenti locali, acquistò 62 pezzi per la collezione Linz, inclusi i lavori di Rembrandt, Brueghel, Watteau e Rubens.

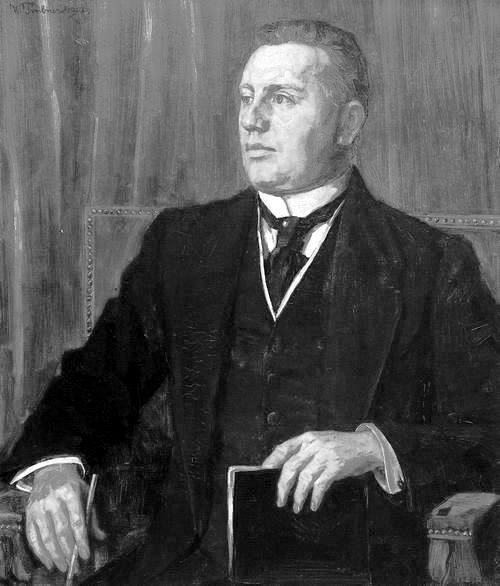
Karl Haberstock nel 1914

Maria Almas Dietrich era un altro commerciante d'arte che servì l'ossessione nazista per l'arte. Conoscente di Hitler attraverso il suo fotografo ufficiale, Heinrich Hoffmann, Dietrich vendette 80 dipinti alla collezione del Führermuseum e altri 270 per la collezione personale di Hitler, oltre a 300 pezzi per altri musei tedeschi e dei funzionari del partito nazista. Prolifica più che ben informata, Dietrich riuscì comunque a guadagnare una notevole quantità di denaro dal "Progetto Linz" e ad evitare di essere mandata in un campo di concentramento, nonostante avesse un padre ebreo, un figlio avuto con un amante ebreo e un marito ebreo turco (abiurò comunque l'ebraismo dopo aver divorziato). Hitler, nonostante il suo rabbioso antisemitismo, era spesso, ma non costantemente, un nazista non convenzionale quando si trattava di ebrei coinvolti nelle arti. Fu forse anche d'aiuto l'amicizia tra l'amante di Hitler, Eva Braun, e la figlia di Dietrich.
A differenza di Dietrich, SA-Gruppenführer principe Filippo d'Assia era un conoscitore delle arti e dell'architettura e fungeva da agente principale di Posse in Italia, dove viveva con sua moglie, figlia del re Vittorio Emanuele . Nipote dell'imperatore tedesco Federico III e pronipote della regina Vittoria, Filippo d'Assia fornì "un'impiallacciatura di eleganza aristocratica che facilitò importanti acquisti dalla nobiltà italiana", aiutando Posse ad acquistare 90 dipinti dall'Italia e acquistandone altri in prima persona per il Führermuseum.
Un altro commerciante utilizzato da Hans Posse era Hildebrand Gurlitt, attraverso il quale compiva costosi acquisti di arazzi, dipinti e disegni.
Altri agenti nazisti nel Sonderauftrag Linz includevano Kajetan Mühlmann, un alto funzionario delle SS i cui territori erano Polonia e Paesi Bassi, il Barone Kurt von Behr, capo dell'ERR in Francia, e il fotografo di Hitler Heinrich Hoffmann, uno dei primi consulenti d'arte che cadde in disgrazia dopo il 1941 a causa dell'antipatia di Martin Bormann nei suoi confronti, che aveva agito da intermediario tra alcuni commercianti d'arte tedeschi e il Sonderauftrag e forse aveva fatto lo stesso anche per i Paesi Bassi.

### Confische o acquisti?
Si discute se l'arte del Führermuseum sia stata principalmente rubata o acquistata. Hanns Christian Löhr sostiene in Das Braune Haus der Kunst: Hitler und der "Sonderauftrag Linz" che solo una piccola parte della collezione (forse il 12%) proviene da sequestri o espropriazione. Inoltre, un altro 2,5% deriva dalle vendite forzate. Jonathan Petropoulos, storico del Loyola College di Baltimora ed esperto di saccheggi in tempo di guerra, sostiene che la maggior parte degli acquisti non sarebbero stati a portata di mano in condizioni normali. Gerard Aalders, storico olandese, ha affermato che dette vendite furono "saccheggi tecnici", poiché i Paesi Bassi e altri paesi occupati furono costretti ad accettare Reichsmarks rivelatisi poi inutili: "Se l'agente d'arte di Hitler o Göring fosse alla tua porta con $ 10.000 per il dipinto che ne valeva $ 100.000, sarebbe stato piuttosto difficile rifiutare di venderlo!". Aggiunge che davanti a venditori riluttanti, i nazisti minacciarono di confiscare l'opera e/o arrestare il proprietario. Birgit Schwarz, esperta del Führermuseum, nella sua recensione del libro di Löhr, ha sottolineato che l'autore si è concentrato sugli acquisti che si sono svolti nel Führerbau di Monaco e ha ignorato i depositi di arte saccheggiata nell'Alta Austria a Thürntal, Kremsmünster e Hohenfurt / Vyssi Brod.
Sul tema, Cris Whetton, autore di Hitler's Fortune, commenta:
Il Comitato consultivo olandese per la valutazione delle domande di restituzione per oggetti di valore culturale saccheggiati durante la seconda guerra mondiale ha valutato la natura delle "vendite" degli ebrei olandesi al Sonderauftrag Linz. Almeno due richieste di restituzione sono state respinte perché il Comitato ha sostenuto che non vi erano sufficienti indicazioni che dimostrassero la coercizione come causa della vendita. Ad esempio, nel 2009 il Comitato per la restituzione ha respinto la domanda di restituzione di 12 opere vendute dal commerciante d'arte ebreo Kurt Walter Bachstitz alla Sonderauftrag Linz tra il 1940 e il 1941. Il Comitato ha sostenuto che Bachstitz era stato "indisturbato" nei primi anni dell'occupazione e ha affermato di non aver trovato segni di coercizione. Nel 2012, la Commissione ha respinto una richiesta degli eredi di Benjamin e Nathan Katz, ex commercianti di arte ebrei nei Paesi Bassi, riguardante, tra le altre, 64 opere che la concessionaria d'arte Katz vendette alla Sonderauftrag Linz, concludendo che non vi erano sufficienti prove a dimostrazione del fatto che le vendite fossero state realizzate in condizioni di coercizione.
Le opere che Posse acquistò a Vienna per la raccolta di Linz includevano il Pittore nello studio di Veermer, Venere e Cupido di Tiziano, la Polimnia di Antonio Canova e alcune opere di Rembrandt. Tra i numerosi dipinti che Haberstock vendette alla collezione c'erano due Rembrandt, uno dei quali, il Ritratto di Hendrickje Stoffels, si ritiene opera di bottega e non autografo del maestro. Stranamente, Hitler acquistò questi pezzi per un prezzo gonfiato, nonostante il fatto che il venditore fosse una donna parzialmente ebrea e che i dipinti avrebbero potuto essere confiscati. Posse acquistò anche oltre 200 pezzi da proprietari ebrei rifugiatisi in Svizzera, dove erano al sicuro dall'espropriazione. D'altra parte, Posse non esitò di ricorrere alla confisca ove era permessa: nell'ex Cecoslovacchia, in Polonia e nei Paesi Bassi.

### Dimensione della collezione e volontà di Hitler
Non è possibile determinare con precisione la dimensione della collezione accumulata per il Führermuseum ma Frederick Spotts suggerisce che circa 7.000 opere erano state confiscate, acquistate o rubate appositamente per il museo e che altre erano in attesa della fine del conflitto in depositi sparsi in tutta la Germania. Secondo Spotts la cifra di 7.000 concorda bene con i dati diffusi dall'Unità di indagine sul saccheggio dell'arte. Altri esperti citano cifre più elevate, fino a 8.500 opere, come dimensione massima della collezione.
Nonostante le sue dimensioni e l'accesso senza precedenti degli agenti di Hitler ad opere d'arte sparse in tutta l'Europa occupata, la collezione Linz presentava notevoli difetti. Secondo Spotts, le sue "lacune" includevano l'arte inglese, l'arte spagnola e l'arte del Rinascimento settentrionale e mancavano dalla parte italiana della collezione alcuni maestri fondamentali.
Qualunque fosse la dimensione e qualità della collezione, verso la fine della guerra Hitler voleva si sapesse che intendeva aprirla al pubblico - anche se c'erano centinaia di opere d'arte specificamente contrassegnate per l'uso nel Berghof, il suo rifugio in montagna, e per un castello a Posen che Hitler usava come altra residenza. Tuttavia, nel "Testamento privato" che ha redatto il giorno prima della sua morte, ha specificato che la collezione era stata costituita per uso museale, scrivendo che "[le opere] non sono mai state raccolte per scopi privati ma sempre e solo per l'espansione di una galleria nella mia città natale di Linz sul Danubio".

## Accumulo, occultamento e rinvenimento

### Siti di stoccaggio
Le opere d'arte raccolte per il Führermuseum sono state conservate in numerosi luoghi. Gli acquisti furono per lo più tenuti nei rifugi antiaerei del Führerbau a Monaco dove erano sotto il controllo della cancelleria del partito nazista e dove spesso Hitler veniva spesso a trovarli e si concedeva lunghe discussioni sull'arte come uno dei primi compiti quando veniva a Monaco, anche durante la guerra. Le opere d'arte confiscate furono depositate in rifugi nell'area dell'Alta Austria, nel mezzo di foreste o in montagna. Il solo ERR richiese sei proprietà per lo stoccaggio, tra cui il castello di Neuschwanstein nelle Alpi bavaresi, in cui erano immagazzinati oggetti provenienti dalla Francia; il monastero benedettino sull'isola di Frauenchiemsee nel lago Chiemsee, a metà strada tra Monaco e Salisburgo; una tenuta sulle colline Salzkammergut, già residenza estiva della famiglia reale austriaca e la residenza di caccia del Granduca di Lussemburgo.
Rose Valland alla fine condivise le informazioni che aveva raccolto al museo Jeu de Paume, mentre i nazisti lo usavano come stazione di passaggio per l'arte confiscata, con il 1° tenente James Rorimer, uno dei "Monuments Men" del MFAA, assegnato alla settima armata americana prossima ad invadere i territori tedeschi meridionali - Heilbronn, Baxheim, Hohenschwangau e il castello di Neuschwanstein - che Valland era certo fossero i depositi di gran parte dell'arte saccheggiata dal ERR. Il Capitano Walker Hancock, ufficiale dei Monumenti per la Prima Armata degli Stati Uniti, apprese le posizioni di 109 depositi d'arte in Germania a est del Reno dall'ex assistente del conte Wolff-Metternich del Kunstschutz, raddoppiando così il numero di depositi conosciuti in quel momento. Ulteriori informazioni arrivarono al Capitano Robert Posey dei Monuments Men e al soldato Lincoln Kirstein, assegnati alla Terza Armata degli Stati Uniti, da Hermann Bunjes, uno studioso d'arte corrotto ed ex Capitano delle SS che era stato profondamente coinvolto nell'operazione ERR Jeu de Paume per conto di Hermann Göring. Da Bunjes arrivarono le informazioni secondo cui Göring aveva spostato la sua collezione da Carinhall e, cosa più importante, la rivelazione dell'esistenza di un enorme deposito nelle miniere di sale di Altaussee che includeva gran parte della collezione di Hitler destinata al Führermuseum.

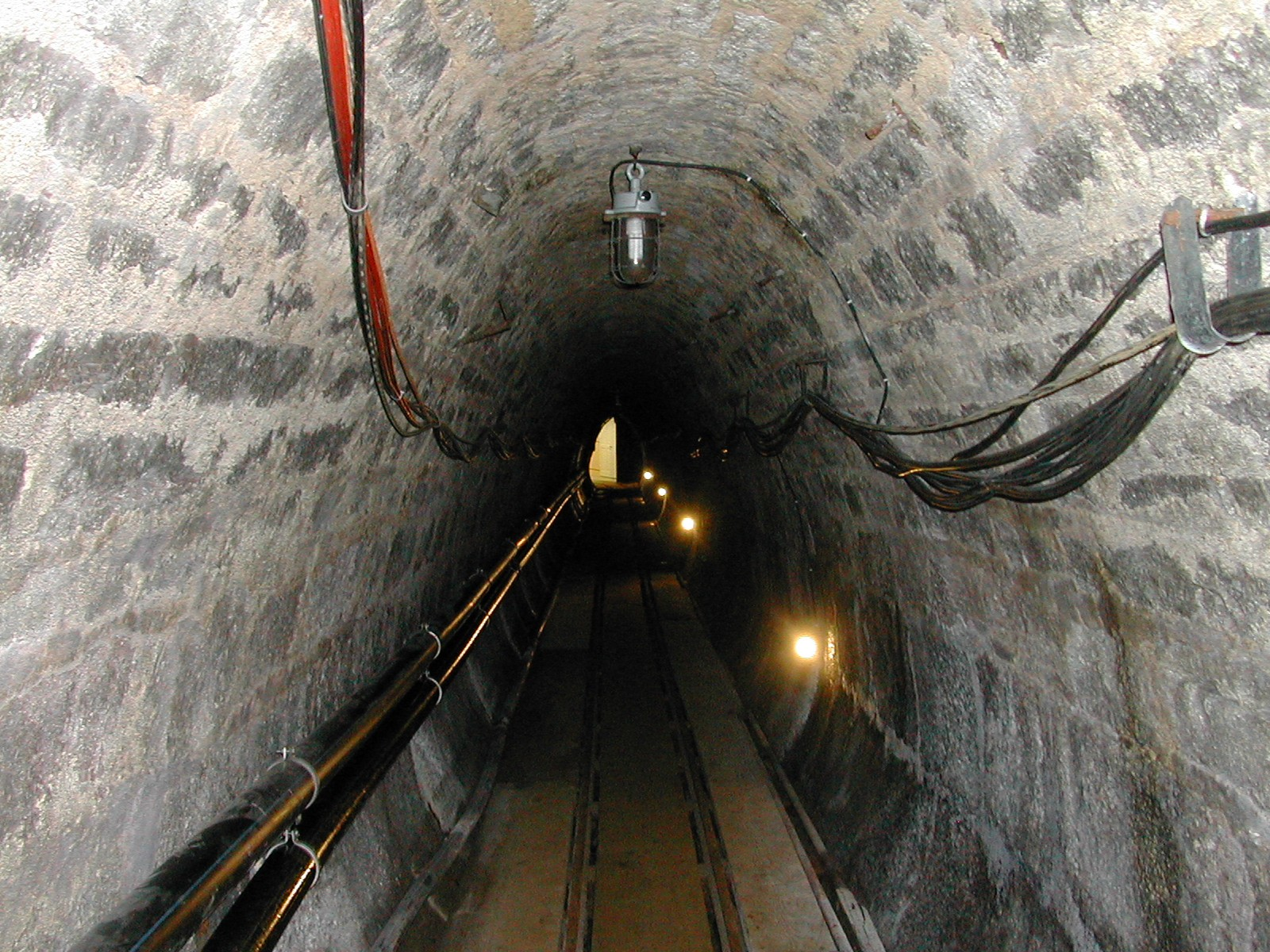
Un tunnel nella miniera di sale di Altaussee

### Miniere di sale di Altaussee
Nonostante le posizioni originali di deposito fossero siti culturalmente importanti e non classificati come obiettivi militari, nel 1943 Hitler ordinò che le raccolte per il Führermuseum fossero spostate. A partire dal febbraio 1944, le opere d'arte furono trasferite nelle miniere di sale di Steinberg del XIV secolo sopra il villaggio di Altaussee, nome in codice "Dora", già sito di stoccaggio di opere trasferite dai musei viennesi. Il trasferimento richiese 13 mesi e coinvolse l'uso di carrarmati e buoi quando i camion non furono in grado di percorrere le strade ripide, strette e tortuose a causa del clima invernale. L'ultimo convoglio di arte rubata arrivò alla miniera nell'aprile 1945, poche settimane prima del VE Day.
La labirintica miniera di sale ha un unico ingresso e un piccolo carrello su rotaie a scartamento, alimentato a benzina, che raggiunge le varie caverne create da secoli di estrazione del sale nel sottosuolo. In questi spazi, gli operai hanno costruito ripostigli con pavimenti in legno, scaffali appositamente progettati per contenere dipinti e altre opere d'arte, illuminazione ed attrezzature per la deumidificazione. Nonostante il fatto che il sale fosse estratto usando tubi e chiuse attraverso cui scorreva acqua alimentata per gravità dalla montagna (il sale dissolto scorreva per 17 miglia fino a Bad Ischl dove il liquido era liofilizzato) la miniera non era naturalmente umida poiché il sale nelle pareti della miniera assorbiva l'umidità in eccesso, mantenendo le camere a un'umidità costante del 65%, mentre la temperatura variava da un minimo di 4 gradi Celsius (40 gradi Fahrenheit) in inverno a 8 gradi Celsius (47 gradi in estate). Le operazioni di estrazione mineraria continuarono mentre il materiale artistico sequestrato veniva immagazzinato nelle miniere ed i minatori erano occasionalmente precettati come facchini.
Secondo James S. Plaut, direttore dal novembre 1944 all'aprile 1946 dell'unità d'indagine sul saccheggio dell'arte dell'Ufficio dei servizi strategici (OSS), le miniere di sale detenevano:

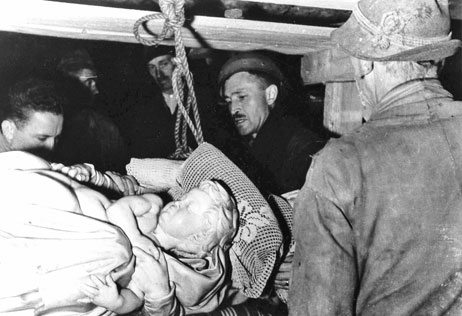
La Madonna di Bruges di Michelangelo viene rimossa dalla miniera

La celebre Pala d'altare di Gand, il cui furto aveva provocato una protesta veemente di Jacques Jaujard e la perdita temporanea del suo posto di lavoro, arrivò nella miniera di sale di Neuschwanstein nell'autunno del 1944 e la Madonna di Bruges di Michelangelo in ottobre. Registri dettagliati furono conservati a Dresda e trasferiti allo Schloss Weißenstein alla fine della guerra, dove furono confiscati dai russi, ma questi erano principalmente dei dipinti conservati a Monaco di Baviera nel Fuhrerbau.
Sempre ad Altausee si trovava La peste a Firenze di Hans Makart, uno dei quadri preferiti di Hitler ottenuto, dopo numerose insistenti richieste, da Mussolini.
Nell'aprile del 1945, il comandante supremo alleato Dwight D. Eisenhower rinunciò a Berlino come "obiettivo di prestigio" che non avrebbe valso la pena alle truppe uccise per prenderlo - il bilancio delle vittime fu stimato in 100.000 - e ordinò alla Terza ed alla Settima Armata US di piegare a sud, verso ciò che gli Alleati temevano potesse essere un "Redoubt alpino" da cui Hitler o i fanatici nazisti potevano condurre una molesta campagna di guerrigli. La zona era nota per i nascondigli di armi e rifornimenti e i rapporti dell'Intelligence riferivano di unità delle SS trasferite da Berlino in quella zona. Questa nuova strategia significava che Neuschwanstein e Altaussee sarebbero stati travolti e che i Monuments Men sarebbero stati in grado di verificare e recuperare gli importanti archivi artistici che le loro informazioni indicavano situati in quei luoghi.

### Tentativo di distruzione del deposito di Altaussee
Mentre le truppe alleate si avvicinavano alle miniere di sale, August Eigruber, Gauleiter dell'Alta Austria, si fece rigido esecutore dell'ordine di terra bruciata di Hitler (c.d. "Decreto Nerone") comandando la distruzione del materiale artistico di Altaussee tramite otto casse di bombe da 500 kg che aveva immagazzinato nella miniera il 10 e 13 aprile 1945. Hitler stesso, per tramite di Bormann, bloccò l'ordine (lo stesso Ministro degli Armamenti del Reich, Albert Speer, stava già volutamente ignorando Nerone) ma Eigruber sentì di sapere quale fosse l'intento reale del Führer e ignorò le proteste dei minatori locali che dipendevano dalla miniera per il loro sostentamento (come fatto dai minatori di Heilbronn che avevano boicottato la distruzione della locale miniera/deposito di opere d'arte). Dopo il suicidio del Führer, Eigruber tornò ad ignorare i contrastanti e confusi ordini provenienti da Berlino e ancora una volta ordinò la distruzione della miniera e tutte le opere d'arte ivi contenute. I minatori tentarono di rimuovere le bombe ma furono respinti dall'aiutante di Eigruber che collocò guardie armate fedeli al Gauleiter all'ingresso del sito. Le bombe furono quindi cablate per la detonazione da una squadra di demolizione.
Eigruber fuggì con una guardia del corpo di SS, aspettandosi che il suo ordine di distruzione fosse eseguito. Invece, tra l'1 e il 7 maggio 1945, prima dell'arrivo delle truppe dell'esercito americano l'8 maggio, le bombe furono rimosse dalla miniera ed usate per farne detonare l'accesso, preservando le inestimabili opere d'arte.
Il responsabile del salvataggio delle opere d'arte restò anonimo per molti anni fino alla scoperta (negli anni '80) da parte dello storico austriaco Ernst Kubin. Il piano fu ideato da Emmerich Pöchmüller, direttore generale della miniera, Eberhard Mayerhoffer, direttore tecnico, e Otto Högler, caposquadra della miniera. Sanzionato da Ernst Kaltenbrunner, un ufficiale delle SS di alto rango nella Gestapo cresciuto nella zona e successivamente condannato per omicidio di massa e impiccato, il piano fu portato avanti dai minatori con la tacita approvazione delle guardie di Eigruber, molti dei quali erano stati persuasi da Karl Sieber, un restauratore d'arte che aveva lavorato su dipinti conservati nella miniera, che distruggere le opere d'arte e la miniera non sarebbe stata una buona idea. L'intera operazione richiese tre settimane per essere implementata. Il 5 maggio, sei tonnellate di esplosivo furono innescate da 386 detonatori e 502 interruttori temporizzati, provocando 66 esplosioni che chiusero 137 tunnel. Ci volle circa un mese per rimuovere tutti i detriti, seppur un varco a misura d'uomo venne scavato dai minatori durante la notte successiva all'arrivo degli americani.
A causa di considerazioni geo-politiche, alle forze statunitensi fu ordinato di ritirarsi dal territorio che includeva Altaussee, poiché era stato stabilito che avrebbe fatto parte della zona di occupazione russa. Per questo motivo, i dipinti e le opere d'arte nella miniera furono rimossi e trasferiti altrove in circa due settimane, piuttosto che durante i previsti 12 mesi.
La maggior parte delle circa 12.000 opere d'arte nella miniera sono state recuperate. Il bottino di Altaussee comprendeva sia opere destinate al Führermuseum sia opere d'altra destinazione. Altre opere destinate a Linz furono recuperate oltre nel Reich; nella sola Germania meridionale c'erano oltre 1000 depositi. Sebbene alcune delle opere d'arte in essi contenute provenissero dalle collezioni dei musei tedeschi, alla fine furono restituite. Gran parte della collezione di Göring a Carinhall fu scoperta in una grotta a Berchtesgaden, dove aveva una casa estiva vicino al rifugio Berghof di Hitler, mentre il resto aspettava nel suo treno privato, trovato a Unterstein e saccheggiato dai residenti locali.

### Saccheggio del deposito di Monaco
Parte della collezione del Führermuseum  era conservata nei rifugi antiaerei del Führerbau a Monaco. L'edificio fu saccheggiato dalla folla prima che le truppe americane arrivassero in città e la maggior parte dei 723 dipinti ancora lì furono rubati, mentre altri furono presi dai soldati americani. Alla fine furono recuperati solo 148 dipinti.

## Dopoguerra

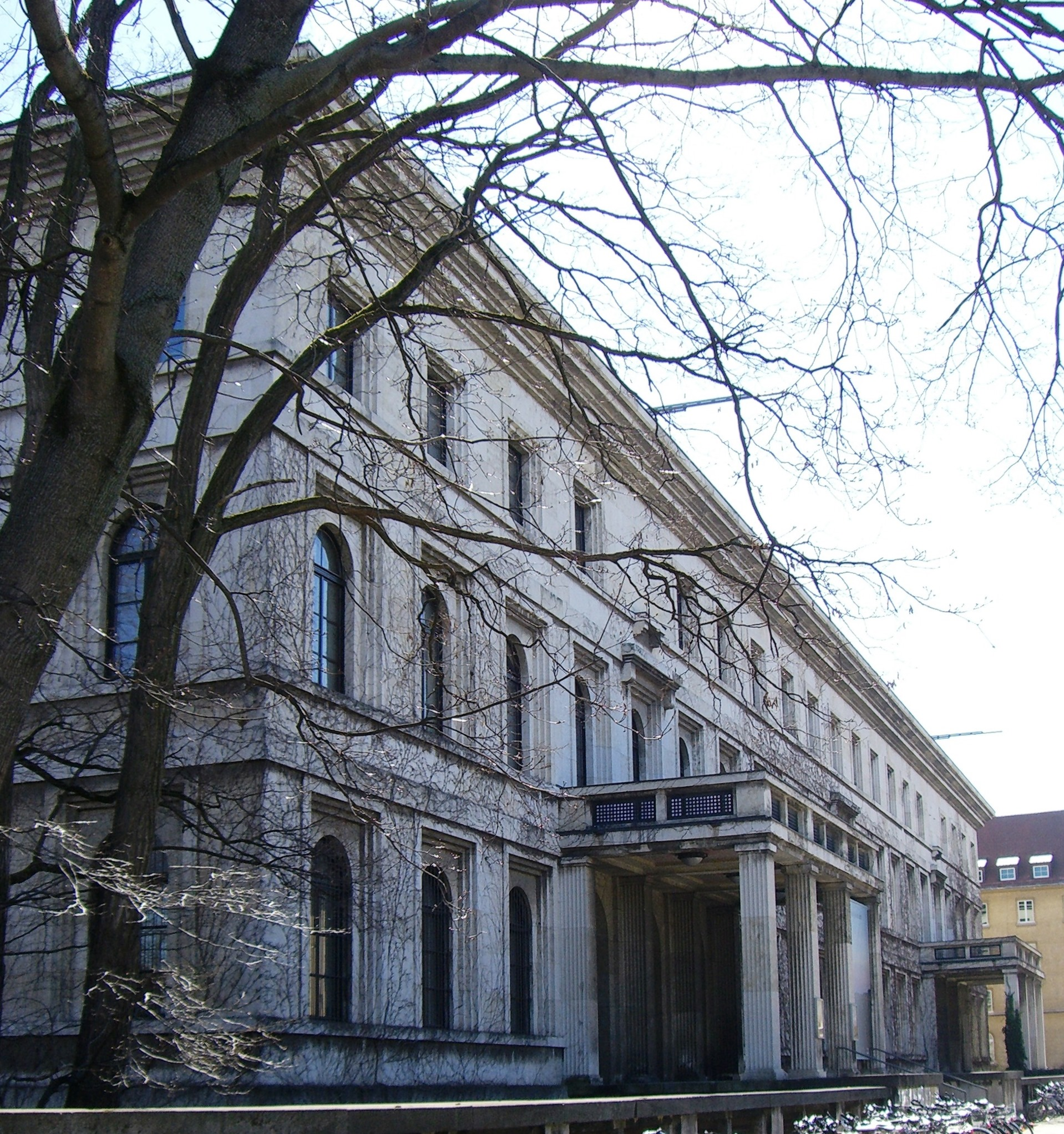
Il primo edificio del "Punto di raccolta centrale" a Monaco che in seguito divenne il Museo dei calchi delle statue classiche - originariamente un edificio amministrativo del partito nazista. Altri edifici del complesso furono in seguito utilizzati quando questo edificio fu riempito.

Dopo la guerra, l'American Art Looting Investigation Unit (ALIU) del OSS fece tredici rapporti dettagliati sul museo di Linz e sul saccheggio nazista delle opere d'arte. Queste relazioni sono state sintetizzate in quattro rapporti consolidati il quarto dei quali, scritto da S. Lane Faison, riguarda il Führermuseum. Questa ricerca mirava a riportare i pezzi rubati ai legittimi possessori come stabilito dalla Dichiarazione di Londra del 1943 che invalidò tutti gli "acquisti d'arte" dei nazisti nei territori occupati.
La maggior parte dei pezzi furono portati al "Central Collecting Point" di Monaco, un ex edificio amministrativo del partito nazista, dove furono registrati e fotografati. Le restituzioni cominciarono già nell'autunno 1945. Il lavoro fu affidato alle autorità tedesche nel settembre 1949. Nel 1962, l'agenzia responsabile fu sciolta e le opere rimanenti non restituibili vennero valutate per il loro valore come oggetti da museo e prestate a vari musei e/o agenzie governative.
Jacques Jaujard, il direttore francese dei musei nazionali, è stato salutato come un eroe nazionale dopo la guerra per la parte giocata nel salvare la collezione d'arte nazionale francese. Fu nominato comandante della Legione d'Onore e gli fu conferita la Medaglia della Resistenza . Rose Valland che raccolse clandestinamente informazioni sulle opere d'arte saccheggiate che passarono attraverso il museo Jeu de Paume divenne un ufficiale delle belle arti della Prima Armata francese e aiutò il MFAA nella raccolta delle opere d'arte saccheggiate. Anche lei ricevette la Legione d'Onore e la Medaglia della Resistenza e le fu conferita la medaglia della libertà dagli Stati Uniti e la croce degli ufficiali dell'ordine al merito dalla Germania occidentale. Nel 1953, alla fine ricevette l'ambito titolo di "curatore". Il conte Franz von Wolff-Metternich, il "bravo ufficiale tedesco" che aiutò a proteggere la collezione d'arte nazionale francese dalla predazione nazista, lavorò con gli Alleati dopo la guerra, restituì opere d'arte ai legittimi proprietari poi si unì al Ministero degli Esteri della Germania occidentale dove ha ricercato l'arte saccheggiata.
Sfortunatamente, le cose andarono male per gli uomini della miniera di sale di Altaussee responsabili del salvataggio delle opere d'arte lì conservate. Tutti i membri del partito nazista, come la maggior parte dei professionisti tedeschi del tempo, furono colpiti dalla denazizzazione postbellica. Nessuno di loro ricevette in vita il credito dovuto per il salvataggio delle opere d'arte.
Nell'Europa orientale, il premier sovietico Joseph Stalin incaricò Mikhail Khrapchenko di portare molte delle opere del Führermuseum nelle gallerie d'arte sovietiche. Khrapchenko affermò che "era possibile trasformare il Museo Pushkin di Mosca in uno dei più grandi musei del mondo, come il British Museum, il Louvre o l'Ermitage".  Le opere d'arte furono recuperate dalle "Brigate dei trofei" sovietiche dalle enormi Flakturm di Berlino anche se molti dipinti del Friedrichshain Flakturm furono distrutti dalle fiamme.

### Sviluppi recenti
Nel 1998, la Repubblica Federale Tedesca e altri 43 paesi accettarono i "Principi di Washington" che imponevano loro di ispezionare i loro inventari d'arte per stabilire la provenienza delle opere che avevano cambiato proprietà tra il 1933 e il 1945. Germania, Francia, Austria, Paesi Bassi e altri paesi rivelarono poi pubblicamente quali opere d'arte della collezione Sonderauftrag Linz erano rimaste nei loro inventari. Nel 2000, la Germania avviò i lavori di restituzione delle opere d'arte riconducibili ai saccheggi ed alle appropriazioni naziste. Nel suo libro Das Braune Haus der Kunst: Hitler und der "Sonderauftrag Linz" , pubblicato in Germania nel 2005, Hans Christian Löhr sosteneva che all'epoca mancavano 191 opere che potevano trovarsi indebitamente appese in musei o collezioni private. Il tema venne ripreso nel documentario The Rape of Europa e nel libro di Noah Charney The Ghent Altarpiece, Stealing the Mystic Lamb.
A partire dal 2010, un album fotografico che un soldato americano prese dal Berghof catalogante le opere d'arte che Hitler desiderava per il Führermuseum, doveva essere restituito alla Germania. Degli album fotografici creati per Hitler, 39 furono scoperti dalle forze armate americane a Neuschwanstein, dove erano stati depositati per essere custoditi nell'aprile 1945. Questi furono usati come prove nei processi di Norimberga e ora sono negli Archivi nazionali degli Stati Uniti, con altri due donati da Robert Edsel nel 2007 e nel 2013. Edsel è l'autore del libro The Monuments Men sulle attività del MFAA cui si ispirò liberamente il film omonimo ed il fondatore della Monuments Men Foundation for the Preservation of Art. Ottenne i due album dagli eredi di un soldato americano. Diciannove altri album recuperati da Berchtesgaden erano in Germania in prestito permanente dall'Archivio federale tedesco (Bundesarchiv) del Museo storico tedesco a partire dal 2010 mentre 11 album sono considerati persi.

## Collezione del Führermuseum

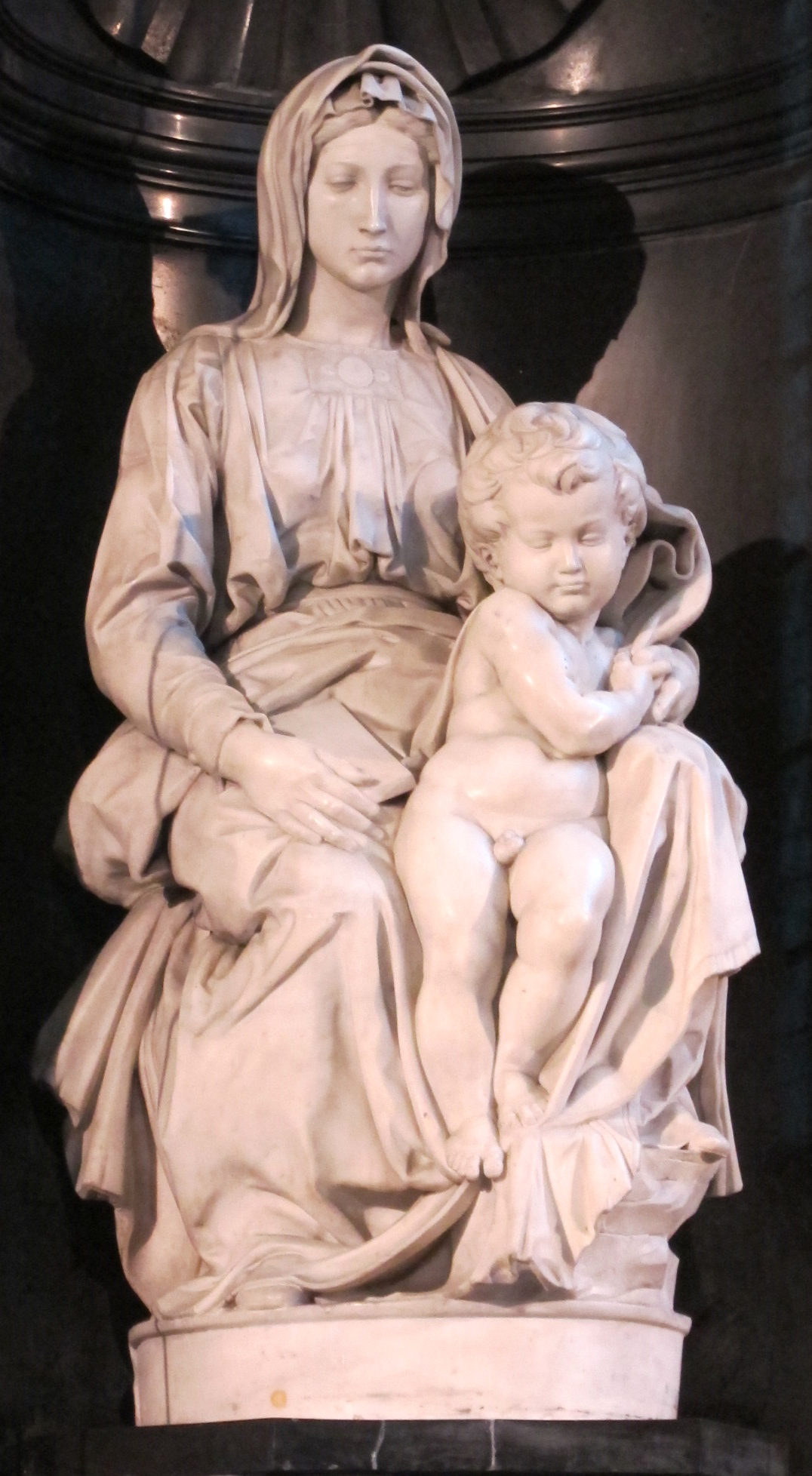
La Madonna di Bruges di Michelangelo
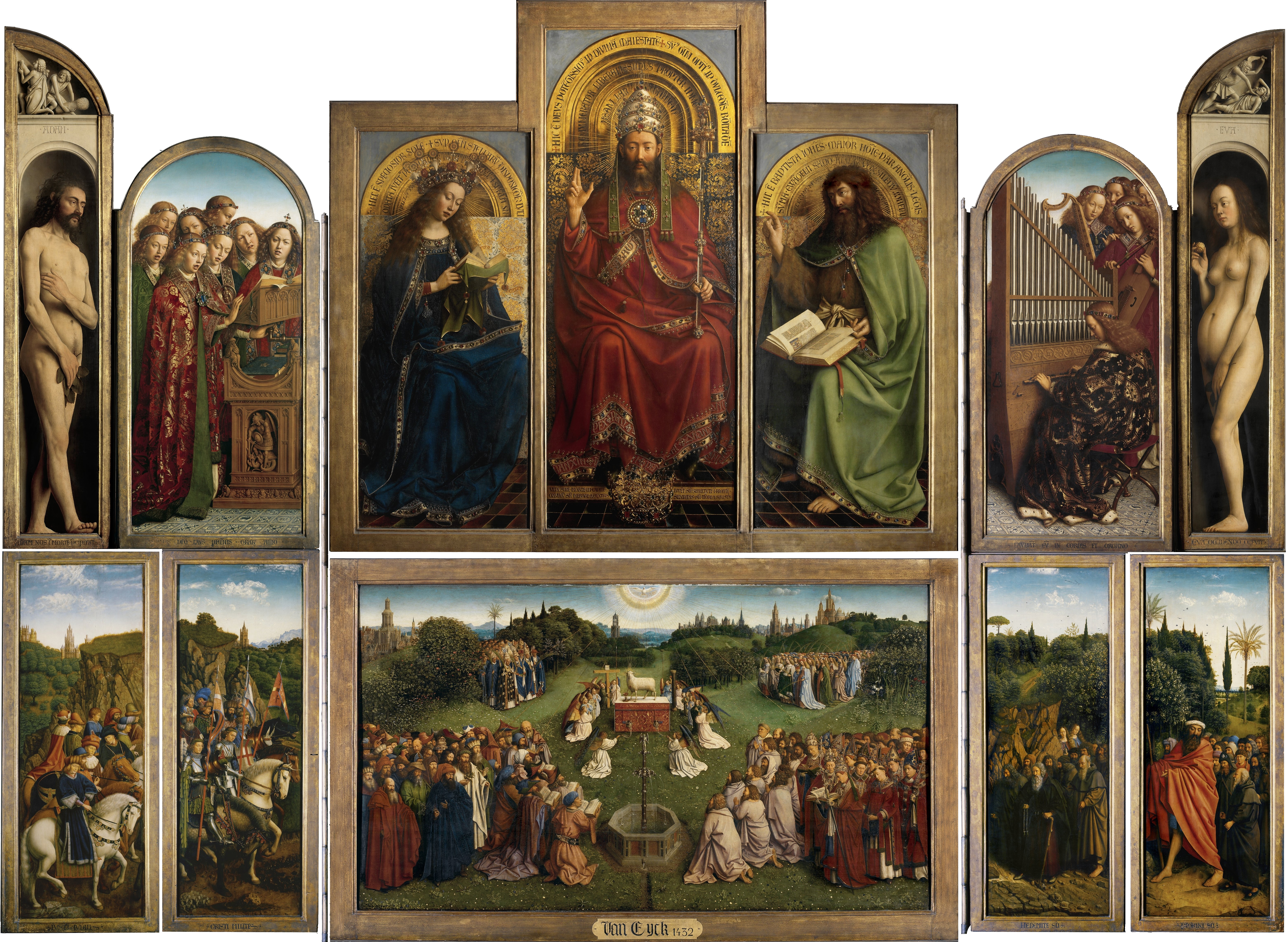
Il Polittico dell'Agnello Mistico di Jan van Eyck, intercettato dai nazisti nel 1942 nel Castello di Pau ove il dipinto era stato nascosto nel 1940, sulla strada verso Città del Vaticano ove le autorità del governo belga intendevano occultarlo.
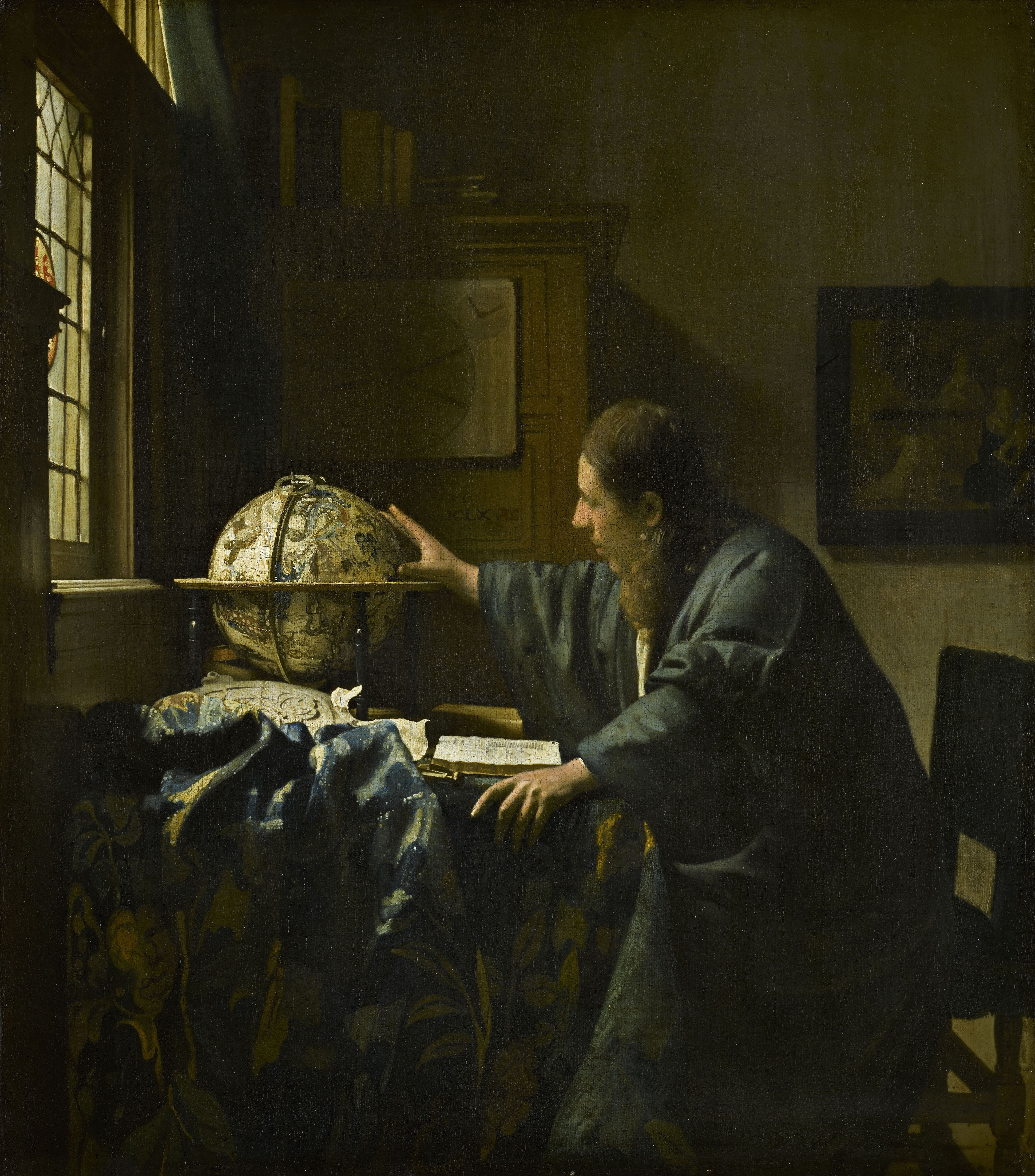
L'Astronomo di Jan Vermeer - uno dei dipinti favoriti di Hitler (ne teneva una fotografia nel suo ufficio alla Cancelleria del Reich)